# Exposé (banda)
Exposé es un grupo vocal estadounidense. Grandes exponentes del sonido freestyle, muy de moda en los 80's. Está compuesto principalmente por las vocalistas Ann Curless, Jeanette Jurado, y Gioia Bruno. En algún momento contó también con la presencia de Kelly Monymaker. El grupo adquirió gran parte de su éxito en los finales de la década de los '80 y principios de la '90. Fue el primer grupo en tener cuatro hits en el Billboard Hot 100 de su álbum debut, incluyendo su hit #1 de 1988 Seasons change.
El trío fue popular en dance clubs latinos de Miami, y en el chart Top 40 del ranking de adulto contemporáneo en los Estados Unidos. Estuvo activo grabando música y haciendo conciertos entre 1984 y 1993. Entonces se retiraron de las presentaciones en vivo hasta 2003. Entonces volvieron a realizar giras, las cuales siguen actualmente.

## Historia

#### Formación del grupo y miembros originales (1984–1986)
Exposé se formó inicialmente en 1984 cuando Lewis Martineé, un disc jockey y productor de Miami, decidió formar un grupo basado en la danza. Trabajando con sus socios Ismael García y Frank Díaz en Pantera Productions, los cazatalentos Sandra Casañas (Sandeé), Alejandra Lorenzo (Alé) y Laurie Miller formaron la alineación del grupo, bajo el nombre de X-Posed, que luego se convirtió en Exposé. El año siguiente, el trío grabó "Point of No Return" para Pantera Records como un sencillo de vinilo de 7 pulgadas y un sencillo de vinilo de 12 pulgadas, el último de los cuales se convirtió en el hit número 1 en el Billboard Hot Dance Club Play Chart. La canción ayudó a introducir un género musical aún popular que se conoció como estilo libre, que a menudo presenta riffs de teclado, un coro para cantar y patrones de batería electrónica en el arreglo musical. El éxito de "Point of No Return" en las listas de baile llamó la atención de los principales sellos discográficos y Expose firmó con Arista Records, que rápidamente asumió la distribución del sencillo de vinilo de 12 pulgadas. Un año más tarde, Exposé grabó y lanzó su segundo sencillo de 12 pulgadas estilo club-dance titulado "Exposed to Love". Estas canciones se lanzaron durante el período en que la radio comenzó a transmitir mezclas continuas de canciones de House / Club / Dance en los principales mercados. Como tal, Exposé logró un éxito continuo, que incluye un recorrido por los clubes en ciudades clave. Impresionado con el desempeño de los dos sencillos en las listas de baile, Arista le otorgó la aprobación al grupo para grabar un álbum de larga duración.
Cambios de personal (1986)
Durante la grabación del primer álbum de estudio: Exposure, las integrantes el grupo cambiaron. Los informes varían según la fuente consultada. Según la revista People, una de las cantantes originales renunció mientras que dos de las chicas fueron despedidas a mitad de la grabación del primer álbum, pero según Billboard, las tres fueron despedidas. La compañía Arista Records sintió que las tres cantantes originales carecían de potencial de estrella.  Martinee afirma que él mismo tomó la decisión de reemplazar a las tres,  mientras que Miller sostiene que fue su elección, y Jurado confirma que Lorenzo quería irse. Poco después, Casañas siguió una carrera en solitario y Lorenzo persiguió otros intereses.  Fueron reemplazadas por Jeanette Jurado y Gioia Bruno. Miller comenzó una carrera en solitario; Fue reemplazada por Ann Curless.
Lorenzo regresó a las listas de la música bailable con los estrenos de Vendetta Records "I Wanna Know" en 1988, y "Stop Me if I Fall in Love" en 1990, mientras que Laurie Miller lanzó el sencillo "Parallels" en Atlantic Records y un segundo sencillo "Love is a Natural Magical Thing" en Meet Me In con Miami Records. Laurie se convirtió en una artista principal con frecuencia mostrando sus talentos en cruceros con un estilo de jazz más íntimo, y formó su propia compañía de entretenimiento llamada Xica Productions.
Más tarde, Casañas resurgió como solista y lanzó un álbum como tal, "Only Time Will Tell", que obtuvo los éxitos del club "You're The One", "Love Desire", y el éxito pesado producido por Clivilles & Cole "Notice Me". Continuó su gira activa en clubes de baile y espectáculos de estilo libre, hasta su muerte el 15 de diciembre de 2008, de un ataque cardíaco a la edad de 46 años.  Las tres miembros originales: Casañas, Lorenzo y Miller contribuyeron con vocalizaciónes en las canciones del homónimo álbum debut de 1988 del grupo Will to Power. Gioia Bruno también proporcionó voces principales en el álbum de Will to Power de 2004, "Spirit Warrior".

Exposure (1986–1988)
En marzo de 1987, la nueva alineación de Exposé lanzó su álbum debut "Exposure" con Arista Records, liderado por el éxito de pop / dance "Come Go with Me" que alcanzó el número 5 en la lista Billboard Hot 100 de los EE. UU. Durante el verano de 1987 se lanzó una versión regrabada de "Point of No Return", con Jurado ahora interpretando las voces principales, y también se ubicó en el puesto número 5 en los Estados Unidos Hot 100. Aunque la distribución inicial de "Exposure" a los proveedores contenía la versión original de 1984 de esa canción, las versiones subsiguientes contenían la nueva versión  "Let Me Be the One", una canción de R&B de medio tiempo con Bruno como vocalista principal, se convirtió en otro hit que llegó al número 7 en los 100 Hot de EE. UU. Y también obtuvo una importante participación en la radio R&B. El mayor éxito en el ranking del grupo ocurrió en febrero de 1988 con la balada # 1 en Estados Unidos "Seasons Change". Junto con eso vino una nominación al Premio Soul Train para Mejor Nuevo Artista; apariciones en televisión en American Bandstand, Solid Gold, Showtime at the Apollo y The Late Show con Joan Rivers; y el grupo fue elegido para ser el acto de apertura de Lisa Lisa y Cult Jam durante su gira nacional.
Exposé también realizó el coro en el álbum de Kashif con Arista / BMG Records "Love Changes" de 1987, en la canción "Who's Getting Serious?".
Durante la cima de Exposé, el grupo sufrió problemas legales detrás de la escena. Los miembros tenían un contrato restrictivo y hubo informes en los medios de comunicación de conflictos tras bastidores. Según Bruno, solo se les pagó $ 200 por espectáculo.  Según se informa, el sello discográfico tuvo que intervenir para tratar de mantener la paz entre las miembros y sus productores. A pesar de esta intervención, ellas presentaron una demanda y finalmente resolvieron su caso legal para un contrato renegociado.

What You Don't Know (1989–1990)
Aunque no fue un vendedor tan fuerte como su predecesor, el segundo álbum del grupo, What You Don't Know (1989), funcionó muy bien y recibió la certificación de oro en los EE. UU. Para ventas de más de 500,000. El éxito de Exposé hizo que grupos de chicas similares fueran creados por productores y los ya existentes firmaron con grandes sellos, como Company B, The Cover Girls, Sweet Sensation y Seduction. El primer sencillo, "What you don´t know", alcanzó el puesto # 8; y el segundo sencillo "When I Looked at Him"  subió al número 10 en los 100 mejores de los Estados Unidos. Como grupo de mujeres, el siguiente sencillo "Tell Me Why"  (# 9) dio a Expose siete hits del Top 10 consecutivos en los Estados Unidos. Hot 100, detrás de The Supremes con nueve éxitos Top 10 consecutivos. "Tell Me Why" abordó el tema de las pandillas callejeras y los jóvenes y recompensó al grupo con un elogio adicional por sus letras con conciencia social. "Your Baby Never Looked Good in Blue" (# 9 US Contemporary Contemporary / # 17 Pop) y "Stop, Listen, Look & Think" (lanzado solo como un sencillo promocional de 12 ") siguieron poco después." Stop, Listen, Look & Think "también se incluyó en la película The Forbidden Dance (1990), una película teatral estrenada durante la moda de la danza Lambada de ese período.
Exposé hizo su primera gira como titular y continuó apariciones en televisión en Soul Train, The Pat Sajak Show, The Byron Allen Show y la transmisión de Dick Clark's New Year's Rockin 'Eve el 31 de diciembre de 1989, entre otros.
La popularidad del grupo también aumentó en el extranjero en países como Japón, donde las miembros aparecieron en algunos comerciales de televisión con estilo de video musical en 1989 para Takara, un refresco japonés. La música utilizada en los comerciales japoneses fue la canción "What you don´t know" con letras ligeramente diferentes en el coro de la versión normal.
Con el éxito de los dos primeros álbumes de Exposé, Arista Records lanzó la compilación de video y música, Video Exposure, en formatos VHS y discos láser en 1990. Contenía videos musicales de los primeros ocho sencillos lanzados por Bruno, Curless y Jurado, de "Come Go with Me" y " Your Baby Never Looked Good in Blue".
Exposé interpretó las voces de acompañamiento en el álbum de Arista de Barry Manilow en 1990 "It's It's Christmas" en la canción "Jingle Bells" y también apareció en el video musical de Manilow de "While It's Christmas". Esta versión de "Jingle Bells" se inspiró en la versión de Bing Crosby / Andrews Sisters de 1943.
En agosto de 1990, mientras estaba de gira con Exposé, Bruno comenzó a tener problemas de garganta, que luego se vinculó con un tumor benigno en sus cuerdas vocales, lo que provocó que el grupo cortara la gira. El grupo se tomó un descanso con la esperanza de que ella se recuperara. En última instancia, Bruno perdió la voz y no pudo cantar en absoluto durante varios años; también tenía que seguir hablando al mínimo. Fue reemplazada por Kelly Moneymaker en 1992.
Exposé (1992–1995)
Después de que Kelly Moneymaker se uniera a Exposé, el grupo lanzó su tercer álbum, Exposé, que se titulaba e integraba material más maduro además de su repertorio establecido de estilo libre, house, R&B, pop y balada romántica. También fue el primer álbum en utilizar productores aparte de Martineé, con Clive Davis asumiendo como productor ejecutivo y Martineé solo contribuyó con la producción de cuatro canciones. El álbum tenía como objetivo demostrar el crecimiento musical del grupo y competir con el éxito de Wilson Phillips, que tuvo un gran éxito en 1990 con su álbum debut.
El tercer álbum no fue tan exitoso comercialmente como sus dos anteriores, pero aun así alcanzó el estatus de oro, y varios sencillos obtuvieron mejores resultados en las listas de adultos y contemporáneos. Sin embargo, el grupo logró escalar la lista de los 40 principales de Estados Unidos con "Deseo que suene el teléfono" y "Nunca te superaré", "un sencillo pop entre los diez que también alcanzó el número 1 en la tabla Adulto Contemporáneo. Los lanzamientos subsecuentes "I Wish the Phone Would Ring" y "I'll Never Get Over Me" presentaron a Curless en el punto de mira principal. Un último single, comercializado por el grupo en 1995 vio el lanzamiento de la primera nueva versión del grupo. "I Specialize in Love" presentó a Curless y Jurado en el liderato con Moneymaker apoyando las voces principales hacia la conclusión de la canción. La versión original fue realizada por Sharon Brown y fue uno de los diez mejores éxitos en la lista de éxitos del Billboard Hot Dance Club en 1982.  Entre las apariciones televisivas del grupo durante este período se incluyen Live with Regis y Kathie Lee, The Tonight Show con Jay Leno, The Les Brown Show y con la actriz y cantante brasileña infantil Xuxa.
En 1995, Exposé grabó la canción escrita por Diane Warren "I'll Say Good-Bye for the Two of Us",  que apareció en la banda sonora de la película Free Willy 2: The Adventure Home con Jurado interpretando la voz principal; Ese mismo año, la canción fue publicada en sus Grandes Éxitos. La canción es distintiva para el grupo ya que Jurado interpreta solo sin vocales.
Inactividad y proyectos en solitario.
Hacia fines de 1995, Arista abandonó al grupo y las miembros se retiraron a principios de 1996 para perseguir sus propios proyectos. Sin embargo, con el tiempo, los sellos discográficos de música de Sony Music Entertainment, los actuales propietarios de Arista, han lanzado otras dos variaciones de las colecciones de grandes éxitos, así como una colección de remixes populares de los sencillos de 12 pulgadas del grupo, incluida la versión extendida del original de 1985 "Point of No Return".
Después de que el grupo se separó, Jurado actuó en la obra teatral Mad Hattan y ofreció voces para el guitarrista de jazz contemporáneo Nils y Safe Sax; Moneymaker se casó con el actor de telenovelas Peter Reckell y lanzó dos álbumes en solitario (Like a Blackbird y Through These Basement Walls); Curless participó en la composición de canciones, brindando servicios vocales a varios proyectos de club-dance, y también proporcionó instrucción académica sobre música y el negocio de la música. Finalmente, tanto Jurado como Curless se casaron y tuvieron hijos, retirándose temporalmente del negocio del espectáculo.
En 1997, Bruno se recuperó completamente de su tumor de garganta y comenzó a cantar nuevamente. Después de una pequeña temporada con la banda Wet, trabajó en una carrera en solitario centrada principalmente en material orientado al baile. Su primer álbum, Expose This, fue lanzado en la primavera de 2004.
Reforma
Después de una larga pausa, el 1 de agosto de 2003, la alineación de Curless, Jurado y Moneymaker, se reunieron brevemente para un concierto de reunión en la Feria Mid Mid en Paso Robles, California. Los miembros de Safe Sax, incluido el director musical / guitarrista Steve Fansler, formaron parte de la banda en vivo que Exposé utilizó. Si bien hubo un deseo de hacer más shows, según Moneymaker, no pudieron hacer las cosas en ese momento. 
En 2006, Jurado anunció en MySpace que habían firmado con una importante agencia de reservas, y Bruno anunció que había vuelto con Exposé por primera vez en 15 años.  Moneymaker sigue siendo un miembro honorario del grupo y ha declarado que se presentaría cuando cualquier otra miembro no pudiera estar disponible, o para aparecer con la alineación completa en ocasiones especiales.
El 21 de octubre de 2006, Exposé inició su gira en el American Airlines Arena de Miami para el concierto de Freestyle Explosion, con la alineación de Curless, Jurado y Bruno. El 29 de noviembre de 2006, en el teatro Northern Lights Theatre de Potawatomi Bingo en Milwaukee, Exposé realizó un espectáculo de 16 canciones con una banda completa dirigida por Steve Fansler, marcando su primer concierto completo junto con Bruno desde 1990. El grupo realizó sets en estilo libre y algunos conciertos y eventos relacionados en eventos del orgullo gay en todo el país. El grupo continúa presentándose en eventos especiales en todo Estados Unidos, incluidos lugares como Epcot y Mohegan Sun's Wolf Den. 
En 2010, Exposé informó a los fanes en Facebook que están grabando un nuevo álbum. Exposé grabó una versión en 2011 de su éxito "Point Of No Return" trabajando con el productor de danza Giuseppe D. y Chris Cox. El CD sencillo fue lanzado el 20 de junio de 2011. El grupo lanzó un sencillo para Navidad llamado "I Believe In Christmas (Like It Use To Be)" en diciembre de 2011 coescrito por Adam Gorgoni, Jeanette Jurado y Shelly Peiken. Las ganancias del sencillo se destinaron al Proyecto Guerrero Herido [17]. En agosto de 2012, el grupo lanzó de forma independiente el sencillo "Shine On", coescrito por Ann Curless. Curless también canta voces principales en la pista.
Demanda por marca
En diciembre de 2007, Jurado, Bruno, Curless, Moneymaker, Paradise Artists y Walking Distance Entertainment fueron citados como demandados en un proceso de Crystal Entertainment & Filmworks (I & II). En cuestión estaba el acuerdo de licencia de marca para los derechos de uso del nombre Exposé. El primer caso fue desestimado sin perjuicio. El segundo fue a juicio. Durante el proceso, tanto Paradise Artists como Moneymaker fueron descartados como acusados, y se presentó una demanda contra los demandantes. El 26 de mayo de 2009, el tribunal falló a favor de los acusados en la mayoría de los casos, encontrándolos sólo culpables de un incumplimiento contractual con los demandantes. El tribunal también dictaminó que los demandantes no demostraron la propiedad de la marca, y estableció que debido a que la alineación era la misma desde 1986 (con Moneymaker solo reemplazando a Bruno debido a su enfermedad) y una clara identificación de los miembros del grupo en los álbumes. y con la gira, los acusados mostraron una prueba de propiedad de ley común y la "buena voluntad [del consumidor] asociada con Exposé fue con los miembros". El tribunal otorgó a Jurado, Bruno y Curless los derechos exclusivos del nombre Exposé como marca registrada. Exposé mencionó esta victoria y se presentó por primera vez con Moneymaker como invitado en el Festival del Orgullo Gay de Los Ángeles el 14 de junio de 2009, convirtiéndose en la primera vez que los cuatro miembros principales, Jurado, Bruno, Curless y Moneymaker aparecen juntos en el escenario. Los demandantes apelaron en el tribunal del undécimo circuito, y la sentencia fue confirmada en una opinión publicada por el tribunal de distrito el 21 de junio de 2011.
Exposure (Re-editada)
En enero de 2015, Cherry Pop Records, un sello comprometido a desenterrar gemas ocultas, pulirlas y darles una nueva vida, reeditó el álbum debut del grupo. Comprendiendo dos discos, esta reedición vino con un extenso folleto, que detallaba la historia de Exposé, la historia detrás de las canciones, así como las letras de todas las pistas.
Disc One contiene el álbum completo, junto con numerosas canciones adicionales que incluyen las versiones de radio de "Come Go With Me", "Point Of No Return", "Seasons Change" y "Let Me Be The One", así como "December' y 'Exposed To Love'. El disco dos consta de versiones extendidas, junto con las mezclas de crossover, que a menudo se incluyen en las canciones de 12" y CD Sencillos.
Una de estas versiones 'Extendidas' es la versión original rara de 12" de 'Exposed To Love'.

## Discografía
- Exposure]] (1987)
- What You Don't Know]] (1989)
- Exposé (1992)